# Liste der Baudenkmäler in Bornheim (Rheinland)
Die Liste der Baudenkmäler in Bornheim (Rheinland) enthält die denkmalgeschützten Bauwerke auf dem Gebiet der Stadt Bornheim (Rheinland) im Rhein-Sieg-Kreis in Nordrhein-Westfalen (Stand: Februar 2014). Diese Baudenkmäler sind in der Denkmalliste der Stadt Bornheim (Rheinland) eingetragen; Grundlage für die Aufnahme ist das Denkmalschutzgesetz Nordrhein-Westfalen (DSchG NRW).

Die Liste ist nach Stadtbezirken sortiert:
| Stadtbezirk           | Liste                                                 |
| --------------------- | ----------------------------------------------------- |
| Bornheim mit Botzdorf | siehe Liste der Baudenkmäler in Bornheim mit Botzdorf |
| Brenig                | siehe Liste der Baudenkmäler in Brenig                |
| Dersdorf              | siehe Liste der Baudenkmäler in Dersdorf              |
| Hemmerich             | siehe Liste der Baudenkmäler in Hemmerich             |
| Hersel                | siehe Liste der Baudenkmäler in Hersel                |
| Kardorf               | siehe Liste der Baudenkmäler in Kardorf (Bornheim)    |
| Merten                | siehe Liste der Baudenkmäler in Merten (Bornheim)     |
| Roisdorf              | siehe Liste der Baudenkmäler in Roisdorf              |
| Rösberg               | siehe Liste der Baudenkmäler in Rösberg               |
| Sechtem               | siehe Liste der Baudenkmäler in Sechtem               |
| Uedorf                | siehe Liste der Baudenkmäler in Uedorf                |
| Walberberg            | siehe Liste der Baudenkmäler in Walberberg            |
| Waldorf               | siehe Liste der Baudenkmäler in Waldorf (Bornheim)    |
| Widdig                | siehe Liste der Baudenkmäler in Widdig                |